# Duel (Buffy)
Pour les articles homonymes, voir Duel (homonymie).
Duel est le 13e épisode de la saison 7 de la série télévisée Buffy contre les vampires.

## Résumé
Giles emmène les Tueuses Potentielles dans le désert pour une expérience mystique. Kennedy prétend être malade pour échapper à l'expédition. Il s'agit en fait d'une ruse pour pouvoir rester seule avec Willow. Les deux jeunes femmes sortent au Bronze boire un verre. 
Buffy discute avec Spike, toujours enchaîné au sous-sol, mais sa puce se déclenche sans raison au milieu de leur discussion. Un peu plus tard, elle recommence à mal fonctionner, causant à Spike de terribles douleurs. Buffy cherche alors à joindre Riley. 
En rentrant à la maison Summers, Kennedy embrasse Willow. Celle-ci prend alors l'apparence de Warren. Willow est prise de panique et s'enfuit de la maison mais Kennedy la rejoint. Elles se rendent ensemble à une réunion de sorcières où Willow a la surprise de voir Amy. Celle-ci tente d'aider Willow à l'aide de la magie. Au contraire, le sort semble renforcer la personnalité de Warren qui envahit de plus en plus Willow. Celle-ci s'enfuit une nouvelle fois.
Pendant ce temps, Spike et Buffy se rendent dans les anciens locaux de l'Initiative où ils sont attaqués par un démon. De plus, un appel reçu d'Angleterre provoque les suspicions du Scooby-gang à l'encontre de Giles. Ils ne se souviennent plus si celui-ci a touché quelqu'un depuis son retour et se demandent s'il ne pourrait pas être une incarnation de la Force. Alex, Anya, Dawn et Andrew se rendent alors dans le désert pour le retrouver. Arrivés là-bas, ils plaquent Giles au sol et s'aperçoivent avec soulagement qu'il est bien tangible. De son côté, Buffy, après avoir réussi à tuer le démon, tombe nez à nez avec des militaires qui lui donnent le choix sur la façon d'aider Spike : réparer la puce ou bien l'enlever.
Kennedy discute avec Amy et découvre que celle-ci sait sur elle des choses qu'elle ne lui a pas révélées. Amy avoue alors qu'elle est responsable de l'état de Willow, lui ayant jeté un sort qui s'active quand elle se sent coupable. Kennedy tente de l'arrêter mais Amy la téléporte dans le jardin des Summers au moment où Willow/Warren, armé(e) d'un pistolet, y arrive également. Willow s'apprête à la tuer mais Kennedy arrive à la convaincre que ce qu'elles ont fait n'est pas une trahison envers Tara et lui rend sa véritable apparence en l'embrassant à nouveau.

## Production
Pour le réalisateur David Solomon et les acteurs, cet épisode s'est révélé particulièrement long et difficile à tourner car chacune des scènes où apparaissaient à la fois les personnages de Willow et de Warren devait être tournée deux fois, ces deux acteurs disant chacun toutes les répliques du personnage de Willow transformé en Warren. Dans la première partie de l'épisode, où la personnalité de Willow est encore la plus forte, Alyson Hannigan tournait les scènes d'abord et Adam Busch devait calquer son jeu sur celui de l'actrice, avant que cela ne soit l'inverse pour les scènes de la fin de l'épisode. Le moindre geste ou mouvement de tête devait être semblable pour les deux acteurs et Elizabeth Anne Allen raconte que la scène avec l'assemblée de sorcières a pris un jour et demi à être tournée alors que celle où le Scooby-gang découvre que Willow a pris l'apparence de Warren a nécessité 14 heures de tournage.
Joss Whedon explique par ailleurs que les scénaristes ont bien fait attention à ce que le personnage de Giles ne touche personne depuis l'épisode L'Aube du dernier jour jusqu'à celui-ci pour que les fans de la série s'imaginent pendant quelques semaines qu'il pourrait être la Force. Deux scènes, celle entre Buffy et Willow au début de l'épisode et celle avec Alex, Anya, Dawn et Andrew dans la voiture, ont été tournées par David Grossman car David Solomon s'était cassé le doigt.